# دوك بندي
دوك بندي (بالإنجليزية: Doc Bundy)‏ هو سائق سباق أمريكي، ولد في 25 يناير 1946.

## وصلات خارجية
- دوك بندي على موقع DriverDB.com (الإنجليزية)